# Gerása (Chypre)
Gerása (en grec moderne : Γεράσα) est un village chypriote situé dans le district de Limassol.

## Démographie
Le recensement de 2001 dénombre 80 habitants.